# Eleições presidenciais portuguesas de 2011 no distrito de Faro
| Eleições presidenciais portuguesas de 2011 Distritos: Aveiro \| Beja \| Braga \| Bragança \| Castelo Branco \| Coimbra \| Évora \| Faro \| Guarda \| Leiria \| Lisboa \| Portalegre \| Porto \| Santarém \| Setúbal \| Viana do Castelo \| Vila Real \| Viseu \| Açores \| Madeira \| Estrangeiro |

## Resultados por Concelho
Os resultados nos concelhos do Distrito de Évora foram os seguintes:

### Albufeira
| Candidato               | Candidato               | Votos  | %               |
| ----------------------- | ----------------------- | ------ | --------------- |
|                         | Aníbal Cavaco Silva     | 6 913  | 58,15 / 100,00  |
|                         | Manuel Alegre           | 1 849  | 15,55 / 100,00  |
|                         | Fernando Nobre          | 1 774  | 14,92 / 100,00  |
|                         | Francisco Lopes         | 703    | 5,91 / 100,00   |
|                         | José Manuel Coelho      | 497    | 4,18 / 100,00   |
|                         | Defensor Moura          | 152    | 1,28 / 100,00   |
| Votos Inválidos         | Votos Inválidos         | 815    | 6,42 / 100,00   |
| Total                   | Total                   | 12 703 | 100,00 / 100,00 |
| Eleitorado/Participação | Eleitorado/Participação | 29 626 | 42,88 / 100,00  |

| Freguesia     | %     | %     | %     | %    | %    | %    | Votantes |
| Freguesia     | ACS   | MA    | FN    | FL   | JMC  | DM   | Votantes |
| ------------- | ----- | ----- | ----- | ---- | ---- | ---- | -------- |
| Albufeira     | 57,26 | 15,66 | 15,53 | 6,50 | 3,81 | 1,22 | 6 581    |
| Ferreiras     | 56,91 | 17,45 | 13,93 | 5,58 | 4,88 | 1,26 | 2 133    |
| Guia          | 63,17 | 12,15 | 14,42 | 4,39 | 4,31 | 1,57 | 1 353    |
| Olhos de Água | 59,77 | 14,50 | 14,66 | 5,73 | 4,05 | 1,30 | 1 389    |
| Paderne       | 57,64 | 16,64 | 14,26 | 5,26 | 4,92 | 1,27 | 1 247    |
| Albufeira     | 58,15 | 15,55 | 14,92 | 5,91 | 4,18 | 1,28 | 12 703   |

### Alcoutim
| Candidato               | Candidato               | Votos | %               |
| ----------------------- | ----------------------- | ----- | --------------- |
|                         | Aníbal Cavaco Silva     | 884   | 60,59 / 100,00  |
|                         | Manuel Alegre           | 344   | 23,58 / 100,00  |
|                         | Fernando Nobre          | 93    | 6,37 / 100,00   |
|                         | Francisco Lopes         | 84    | 5,76 / 100,00   |
|                         | José Manuel Coelho      | 31    | 2,12 / 100,00   |
|                         | Defensor Moura          | 23    | 1,58 / 100,00   |
| Votos Inválidos         | Votos Inválidos         | 64    | 4,21 / 100,00   |
| Total                   | Total                   | 1 523 | 100,00 / 100,00 |
| Eleitorado/Participação | Eleitorado/Participação | 3 025 | 50,35 / 100,00  |

| Freguesia    | %     | %     | %    | %     | %    | %    | Votantes |
| Freguesia    | ACS   | MA    | FN   | FL    | JMC  | DM   | Votantes |
| ------------ | ----- | ----- | ---- | ----- | ---- | ---- | -------- |
| Alcoutim     | 53,97 | 26,98 | 8,16 | 6,35  | 3,17 | 1,36 | 470      |
| Giões        | 55,65 | 24,19 | 4,84 | 12,10 | 1,61 | 1,61 | 129      |
| Martim Longo | 68,81 | 19,45 | 4,04 | 5,14  | 0,92 | 1,65 | 557      |
| Pereiro      | 55,17 | 26,72 | 6,90 | 6,03  | 1,72 | 3,45 | 124      |
| Vaqueiros    | 59,23 | 24,89 | 9,01 | 2,58  | 3,43 | 0,86 | 243      |
| Alcoutim     | 60,59 | 23,58 | 6,37 | 5,76  | 2,12 | 1,58 | 1 523    |

### Aljezur
| Candidato               | Candidato               | Votos | %               |
| ----------------------- | ----------------------- | ----- | --------------- |
|                         | Aníbal Cavaco Silva     | 717   | 37,82 / 100,00  |
|                         | Manuel Alegre           | 442   | 23,31 / 100,00  |
|                         | Fernando Nobre          | 300   | 15,82 / 100,00  |
|                         | Francisco Lopes         | 257   | 13,55 / 100,00  |
|                         | José Manuel Coelho      | 134   | 7,07 / 100,00   |
|                         | Defensor Moura          | 46    | 2,43 / 100,00   |
| Votos Inválidos         | Votos Inválidos         | 118   | 5,86 / 100,00   |
| Total                   | Total                   | 2 014 | 100,00 / 100,00 |
| Eleitorado/Participação | Eleitorado/Participação | 4 215 | 47,78 / 100,00  |

| Freguesia | %     | %     | %     | %     | %    | %    | Votantes |
| Freguesia | ACS   | MA    | FN    | FL    | JMC  | DM   | Votantes |
| --------- | ----- | ----- | ----- | ----- | ---- | ---- | -------- |
| Aljezur   | 43,00 | 20,80 | 16,38 | 11,10 | 6,79 | 1,94 | 978      |
| Bordeira  | 42,97 | 28,91 | 11,72 | 10,16 | 3,91 | 2,34 | 134      |
| Odeceixe  | 31,43 | 21,04 | 16,36 | 19,74 | 8,83 | 2,60 | 414      |
| Rogil     | 31,21 | 28,79 | 15,38 | 14,29 | 7,03 | 3,30 | 488      |
| Aljezur   | 37,82 | 23,31 | 15,82 | 13,55 | 7,07 | 2,43 | 2 014    |

### Castro Marim
| Candidato               | Candidato               | Votos | %               |
| ----------------------- | ----------------------- | ----- | --------------- |
|                         | Aníbal Cavaco Silva     | 1 282 | 53,60 / 100,00  |
|                         | Manuel Alegre           | 555   | 23,20 / 100,00  |
|                         | Fernando Nobre          | 251   | 10,49 / 100,00  |
|                         | Francisco Lopes         | 143   | 5,98 / 100,00   |
|                         | José Manuel Coelho      | 120   | 5,02 / 100,00   |
|                         | Defensor Moura          | 41    | 1,71 / 100,00   |
| Votos Inválidos         | Votos Inválidos         | 150   | 5,90 / 100,00   |
| Total                   | Total                   | 2 542 | 100,00 / 100,00 |
| Eleitorado/Participação | Eleitorado/Participação | 5 898 | 43,10 / 100,00  |

| Freguesia    | %     | %     | %     | %    | %    | %    | Votantes |
| Freguesia    | ACS   | MA    | FN    | FL   | JMC  | DM   | Votantes |
| ------------ | ----- | ----- | ----- | ---- | ---- | ---- | -------- |
| Altura       | 51,03 | 20,93 | 15,18 | 5,47 | 5,06 | 2,33 | 791      |
| Azinhal      | 70,72 | 19,39 | 5,32  | 2,66 | 1,52 | 0,38 | 276      |
| Castro Marim | 49,91 | 24,81 | 9,70  | 7,74 | 6,16 | 1,68 | 1 136    |
| Odeleite     | 57,67 | 26,07 | 6,75  | 3,99 | 3,99 | 1,53 | 339      |
| Castro Marim | 53,60 | 23,20 | 10,49 | 5,98 | 5,02 | 1,71 | 2 542    |

### Faro
| Candidato               | Candidato               | Votos  | %               |
| ----------------------- | ----------------------- | ------ | --------------- |
|                         | Aníbal Cavaco Silva     | 11 524 | 50,41 / 100,00  |
|                         | Manuel Alegre           | 4 420  | 19,33 / 100,00  |
|                         | Fernando Nobre          | 3 981  | 17,41 / 100,00  |
|                         | Francisco Lopes         | 1 678  | 7,34 / 100,00   |
|                         | José Manuel Coelho      | 930    | 4,07 / 100,00   |
|                         | Defensor Moura          | 329    | 1,44 / 100,00   |
| Votos Inválidos         | Votos Inválidos         | 1 772  | 7,20 / 100,00   |
| Total                   | Total                   | 24 634 | 100,00 / 100,00 |
| Eleitorado/Participação | Eleitorado/Participação | 54 840 | 44,92 / 100,00  |

| Freguesia             | %     | %     | %     | %     | %    | %    | Votantes |
| Freguesia             | ACS   | MA    | FN    | FL    | JMC  | DM   | Votantes |
| --------------------- | ----- | ----- | ----- | ----- | ---- | ---- | -------- |
| Conceição             | 55,80 | 21,19 | 11,00 | 7,02  | 3,98 | 1,01 | 1 583    |
| Estoi                 | 50,00 | 17,81 | 17,17 | 7,67  | 5,99 | 1,36 | 1 351    |
| Faro (São Pedro)      | 48,81 | 20,63 | 17,70 | 7,23  | 3,97 | 1,67 | 5 632    |
| Faro (Sé)             | 50,08 | 19,55 | 18,21 | 7,07  | 3,64 | 1,45 | 11 770   |
| Montenegro            | 51,48 | 16,39 | 20,37 | 5,31  | 5,12 | 1,33 | 2 867    |
| Santa Bárbara de Nexe | 51,61 | 17,70 | 11,28 | 14,04 | 4,18 | 1,19 | 1 431    |
| Faro                  | 50,41 | 19,33 | 17,41 | 7,34  | 4,07 | 1,44 | 24 634   |

### Lagoa
| Candidato               | Candidato               | Votos  | %               |
| ----------------------- | ----------------------- | ------ | --------------- |
|                         | Aníbal Cavaco Silva     | 3 985  | 50,23 / 100,00  |
|                         | Fernando Nobre          | 1 453  | 18,31 / 100,00  |
|                         | Manuel Alegre           | 1 408  | 17,75 / 100,00  |
|                         | Francisco Lopes         | 602    | 7,59 / 100,00   |
|                         | José Manuel Coelho      | 349    | 4,40 / 100,00   |
|                         | Defensor Moura          | 137    | 1,73 / 100,00   |
| Votos Inválidos         | Votos Inválidos         | 468    | 5,57 / 100,00   |
| Total                   | Total                   | 8 402  | 100,00 / 100,00 |
| Eleitorado/Participação | Eleitorado/Participação | 17 635 | 47,64 / 100,00  |

| Freguesia | %     | %     | %     | %     | %    | %    | Votantes |
| Freguesia | ACS   | FL    | MA    | FL    | JMC  | DM   | Votantes |
| --------- | ----- | ----- | ----- | ----- | ---- | ---- | -------- |
| Carvoeiro | 53,51 | 19,05 | 18,05 | 4,51  | 3,88 | 1,00 | 846      |
| Estômbar  | 46,69 | 17,28 | 19,77 | 10,39 | 4,08 | 1,80 | 1 975    |
| Ferragudo | 40,27 | 23,34 | 22,85 | 8,34  | 3,26 | 1,93 | 863      |
| Lagoa     | 56,18 | 16,59 | 14,22 | 6,18  | 4,90 | 1,93 | 2 673    |
| Parchal   | 42,32 | 20,27 | 21,67 | 9,12  | 4,68 | 1,95 | 1 368    |
| Porches   | 61,94 | 16,80 | 10,79 | 4,62  | 4,93 | 0,92 | 677      |
| Lagoa     | 50,23 | 18,31 | 17,75 | 7,59  | 4,40 | 1,73 | 8 402    |

### Lagos
| Candidato               | Candidato               | Votos  | %               |
| ----------------------- | ----------------------- | ------ | --------------- |
|                         | Aníbal Cavaco Silva     | 4 181  | 42,85 / 100,00  |
|                         | Fernando Nobre          | 2 062  | 21,13 / 100,00  |
|                         | Manuel Alegre           | 2 049  | 21,00 / 100,00  |
|                         | Francisco Lopes         | 817    | 8,37 / 100,00   |
|                         | José Manuel Coelho      | 449    | 4,60 / 100,00   |
|                         | Defensor Moura          | 200    | 2,05 / 100,00   |
| Votos Inválidos         | Votos Inválidos         | 731    | 6,97 / 100,00   |
| Total                   | Total                   | 10 489 | 100,00 / 100,00 |
| Eleitorado/Participação | Eleitorado/Participação | 22 463 | 46,69 / 100,00  |

| Freguesia             | %     | %     | %     | %     | %    | %    | Votantes |
| Freguesia             | ACS   | FN    | MA    | FL    | JMC  | DM   | Votantes |
| --------------------- | ----- | ----- | ----- | ----- | ---- | ---- | -------- |
| Barão de São João     | 42,91 | 13,06 | 23,51 | 10,45 | 7,09 | 2,99 | 285      |
| Bensafrim             | 41,00 | 14,75 | 27,01 | 11,11 | 4,60 | 1,53 | 558      |
| Lagos (Santa Maria)   | 46,62 | 23,56 | 18,95 | 5,96  | 3,57 | 1,35 | 2 807    |
| Lagos (São Sebastião) | 40,70 | 22,09 | 20,88 | 9,43  | 4,70 | 2,20 | 4 895    |
| Luz                   | 42,65 | 20,19 | 23,18 | 5,62  | 5,85 | 2,51 | 889      |
| Odiáxere              | 43,92 | 16,65 | 21,25 | 10,21 | 5,11 | 2,86 | 1 055    |
| Lagos                 | 42,85 | 21,13 | 21,00 | 8,37  | 4,60 | 2,05 | 10 489   |

### Loulé
| Candidato               | Candidato               | Votos  | %               |
| ----------------------- | ----------------------- | ------ | --------------- |
|                         | Aníbal Cavaco Silva     | 13 832 | 62,88 / 100,00  |
|                         | Manuel Alegre           | 3 317  | 15,08 / 100,00  |
|                         | Fernando Nobre          | 2 701  | 12,28 / 100,00  |
|                         | Francisco Lopes         | 1 080  | 4,91 / 100,00   |
|                         | José Manuel Coelho      | 811    | 3,69 / 100,00   |
|                         | Defensor Moura          | 256    | 1,16 / 100,00   |
| Votos Inválidos         | Votos Inválidos         | 1 520  | 6,47 / 100,00   |
| Total                   | Total                   | 23 517 | 100,00 / 100,00 |
| Eleitorado/Participação | Eleitorado/Participação | 54 643 | 43,04 / 100,00  |

| Freguesia             | %     | %     | %     | %    | %    | %    | Votantes |
| Freguesia             | ACS   | MA    | FN    | FL   | JMC  | DM   | Votantes |
| --------------------- | ----- | ----- | ----- | ---- | ---- | ---- | -------- |
| Almancil              | 63,30 | 16,10 | 10,92 | 4,77 | 3,98 | 0,94 | 2 817    |
| Alte                  | 56,92 | 19,37 | 10,59 | 6,62 | 4,33 | 2,17 | 876      |
| Ameixial              | 69,88 | 16,47 | 5,22  | 2,81 | 3,61 | 2,01 | 252      |
| Benafim               | 67,15 | 16,84 | 6,65  | 5,82 | 2,49 | 1,04 | 518      |
| Boliqueime            | 74,40 | 9,56  | 8,87  | 3,77 | 2,60 | 0,80 | 2 011    |
| Loulé (São Clemente)  | 56,34 | 18,20 | 14,97 | 5,01 | 4,18 | 1,30 | 5 947    |
| Loulé (São Sebastião) | 65,63 | 13,11 | 11,74 | 4,66 | 3,63 | 1,22 | 2 776    |
| Quarteira             | 64,26 | 13,11 | 13,63 | 4,61 | 3,37 | 1,02 | 6 353    |
| Querença              | 62,37 | 16,40 | 11,02 | 4,84 | 4,30 | 1,08 | 393      |
| Salir                 | 61,17 | 16,67 | 9,57  | 7,80 | 3,90 | 0,89 | 1 204    |
| Tôr                   | 64,92 | 16,57 | 7,18  | 4,42 | 4,14 | 2,76 | 370      |
| Loulé                 | 62,88 | 15,08 | 12,28 | 4,91 | 3,69 | 1,16 | 23 517   |

### Monchique
| Candidato               | Candidato               | Votos | %               |
| ----------------------- | ----------------------- | ----- | --------------- |
|                         | Aníbal Cavaco Silva     | 1 434 | 49,23 / 100,00  |
|                         | Manuel Alegre           | 695   | 23,86 / 100,00  |
|                         | Fernando Nobre          | 348   | 11,95 / 100,00  |
|                         | Francisco Lopes         | 216   | 7,42 / 100,00   |
|                         | José Manuel Coelho      | 163   | 5,60 / 100,00   |
|                         | Defensor Moura          | 57    | 1,96 / 100,00   |
| Votos Inválidos         | Votos Inválidos         | 224   | 7,14 / 100,00   |
| Total                   | Total                   | 3 137 | 100,00 / 100,00 |
| Eleitorado/Participação | Eleitorado/Participação | 5 443 | 57,63 / 100,00  |

| Freguesia | %     | %     | %     | %    | %    | %    | Votantes |
| Freguesia | ACS   | MA    | FN    | FL   | JMC  | DM   | Votantes |
| --------- | ----- | ----- | ----- | ---- | ---- | ---- | -------- |
| Alferce   | 49,50 | 30,20 | 8,42  | 1,49 | 6,93 | 3,47 | 222      |
| Marmelete | 65,89 | 14,32 | 7,81  | 4,43 | 6,77 | 0,78 | 406      |
| Monchique | 46,45 | 24,88 | 12,94 | 8,42 | 5,29 | 2,02 | 2 509    |
| Monchique | 49,23 | 23,86 | 11,95 | 7,42 | 5,60 | 1,96 | 3 137    |

### Olhão
| Candidato               | Candidato               | Votos  | %               |
| ----------------------- | ----------------------- | ------ | --------------- |
|                         | Aníbal Cavaco Silva     | 6 309  | 51,13 / 100,00  |
|                         | Fernando Nobre          | 2 226  | 18,04 / 100,00  |
|                         | Manuel Alegre           | 2 057  | 16,67 / 100,00  |
|                         | Francisco Lopes         | 980    | 7,94 / 100,00   |
|                         | José Manuel Coelho      | 564    | 4,57 / 100,00   |
|                         | Defensor Moura          | 203    | 1,65 / 100,00   |
| Votos Inválidos         | Votos Inválidos         | 947    | 7,12 / 100,00   |
| Total                   | Total                   | 13 286 | 100,00 / 100,00 |
| Eleitorado/Participação | Eleitorado/Participação | 36 316 | 36,58 / 100,00  |

| Freguesia    | %     | %     | %     | %     | %    | %    | Votantes |
| Freguesia    | ACS   | FN    | MA    | FL    | JMC  | DM   | Votantes |
| ------------ | ----- | ----- | ----- | ----- | ---- | ---- | -------- |
| Fuseta       | 53,56 | 19,16 | 16,95 | 7,62  | 1,97 | 0,74 | 445      |
| Moncarapacho | 58,20 | 14,81 | 14,59 | 5,90  | 5,04 | 1,46 | 2 490    |
| Olhão        | 49,49 | 19,18 | 17,80 | 7,81  | 4,21 | 1,52 | 4 587    |
| Pechão       | 47,79 | 16,12 | 17,75 | 10,75 | 6,05 | 1,54 | 1 137    |
| Quelfes      | 49,52 | 19,02 | 16,38 | 8,53  | 4,57 | 1,98 | 4 627    |
| Olhão        | 51,13 | 18,04 | 16,67 | 7,94  | 4,57 | 1,65 | 13 286   |

### Portimão
| Candidato               | Candidato               | Votos  | %               |
| ----------------------- | ----------------------- | ------ | --------------- |
|                         | Aníbal Cavaco Silva     | 8 913  | 47,88 / 100,00  |
|                         | Manuel Alegre           | 3 685  | 19,80 / 100,00  |
|                         | Fernando Nobre          | 3 611  | 19,40 / 100,00  |
|                         | Francisco Lopes         | 1 327  | 7,13 / 100,00   |
|                         | José Manuel Coelho      | 807    | 4,34 / 100,00   |
|                         | Defensor Moura          | 272    | 1,46 / 100,00   |
| Votos Inválidos         | Votos Inválidos         | 1 430  | 7,14 / 100,00   |
| Total                   | Total                   | 20 045 | 100,00 / 100,00 |
| Eleitorado/Participação | Eleitorado/Participação | 43 904 | 45,66 / 100,00  |

| Freguesia          | %     | %     | %     | %    | %    | %    | Votantes |
| Freguesia          | ACS   | MA    | FN    | FL   | JMC  | DM   | Votantes |
| ------------------ | ----- | ----- | ----- | ---- | ---- | ---- | -------- |
| Alvor              | 41,98 | 23,32 | 20,48 | 8,10 | 5,42 | 0,70 | 1 983    |
| Mexilhoeira Grande | 37,83 | 25,79 | 20,68 | 7,92 | 6,15 | 1,64 | 1 658    |
| Portimão           | 49,61 | 18,76 | 19,14 | 6,93 | 4,02 | 1,54 | 16 404   |
| Portimão           | 47,88 | 19,80 | 19,40 | 7,13 | 4,34 | 1,46 | 20 045   |

### São Brás de Alportel
| Candidato               | Candidato               | Votos | %               |
| ----------------------- | ----------------------- | ----- | --------------- |
|                         | Aníbal Cavaco Silva     | 1 968 | 54,74 / 100,00  |
|                         | Manuel Alegre           | 612   | 17,02 / 100,00  |
|                         | Fernando Nobre          | 523   | 14,55 / 100,00  |
|                         | Francisco Lopes         | 236   | 6,56 / 100,00   |
|                         | José Manuel Coelho      | 206   | 5,73 / 100,00   |
|                         | Defensor Moura          | 50    | 1,39 / 100,00   |
| Votos Inválidos         | Votos Inválidos         | 274   | 7,08 / 100,00   |
| Total                   | Total                   | 3 869 | 100,00 / 100,00 |
| Eleitorado/Participação | Eleitorado/Participação | 8 743 | 44,25 / 100,00  |

| Freguesia            | %     | %     | %     | %    | %    | %    | Votantes |
| Freguesia            | ACS   | MA    | FN    | FL   | JMC  | DM   | Votantes |
| -------------------- | ----- | ----- | ----- | ---- | ---- | ---- | -------- |
| São Brás de Alportel | 54,74 | 17,02 | 14,55 | 6,56 | 5,73 | 1,39 | 3 869    |
| São Brás de Alportel | 54,74 | 17,02 | 14,55 | 6,56 | 5,73 | 1,39 | 3 689    |

### Silves
| Candidato               | Candidato               | Votos  | %               |
| ----------------------- | ----------------------- | ------ | --------------- |
|                         | Aníbal Cavaco Silva     | 6 479  | 50,78 / 100,00  |
|                         | Manuel Alegre           | 2 363  | 18,52 / 100,00  |
|                         | Fernando Nobre          | 1 801  | 14,12 / 100,00  |
|                         | Francisco Lopes         | 1 298  | 10,17 / 100,00  |
|                         | José Manuel Coelho      | 610    | 4,78 / 100,00   |
|                         | Defensor Moura          | 208    | 1,63 / 100,00   |
| Votos Inválidos         | Votos Inválidos         | 943    | 6,88 / 100,00   |
| Total                   | Total                   | 13 702 | 100,00 / 100,00 |
| Eleitorado/Participação | Eleitorado/Participação | 29 675 | 46,17 / 100,00  |

| Freguesia                  | %     | %     | %     | %     | %    | %    | Votantes |
| Freguesia                  | ACS   | MA    | FN    | FL    | JMC  | DM   | Votantes |
| -------------------------- | ----- | ----- | ----- | ----- | ---- | ---- | -------- |
| Alcantarilha               | 52,56 | 20,28 | 15,73 | 4,55  | 5,01 | 1,86 | 917      |
| Algoz                      | 57,03 | 16,92 | 13,66 | 4,92  | 5,72 | 1,75 | 1 348    |
| Armação de Pêra            | 60,98 | 14,51 | 14,12 | 4,71  | 4,44 | 1,24 | 1 625    |
| Pêra                       | 54,29 | 16,51 | 14,80 | 8,06  | 4,10 | 2,25 | 806      |
| São Bartolomeu de Messines | 50,97 | 19,24 | 12,72 | 11,07 | 4,62 | 1,39 | 3 292    |
| São Marcos da Serra        | 51,74 | 22,49 | 6,58  | 12,43 | 5,12 | 1,65 | 587      |
| Silves                     | 42,63 | 19,77 | 16,29 | 15,09 | 4,50 | 1,71 | 4 267    |
| Tunes                      | 54,63 | 17,13 | 12,38 | 7,88  | 6,13 | 1,88 | 860      |
| Silves                     | 50,78 | 18,52 | 14,12 | 10,17 | 4,78 | 1,63 | 13 702   |

### Tavira
| Candidato               | Candidato               | Votos  | %               |
| ----------------------- | ----------------------- | ------ | --------------- |
|                         | Aníbal Cavaco Silva     | 5 043  | 55,76 / 100,00  |
|                         | Manuel Alegre           | 1 697  | 18,76 / 100,00  |
|                         | Fernando Nobre          | 1 284  | 14,20 / 100,00  |
|                         | Francisco Lopes         | 509    | 5,63 / 100,00   |
|                         | José Manuel Coelho      | 395    | 4,37 / 100,00   |
|                         | Defensor Moura          | 116    | 1,28 / 100,00   |
| Votos Inválidos         | Votos Inválidos         | 749    | 7,65 / 100,00   |
| Total                   | Total                   | 9 793  | 100,00 / 100,00 |
| Eleitorado/Participação | Eleitorado/Participação | 22 141 | 44,23 / 100,00  |

| Freguesia                        | %     | %     | %     | %    | %    | %    | Votantes |
| Freguesia                        | ACS   | MA    | FN    | FL   | JMC  | DM   | Votantes |
| -------------------------------- | ----- | ----- | ----- | ---- | ---- | ---- | -------- |
| Cabanas de Tavira                | 47,31 | 24,36 | 17,85 | 4,25 | 5,10 | 1,13 | 384      |
| Cachopo                          | 68,06 | 18,39 | 8,06  | 1,94 | 1,94 | 1,61 | 320      |
| Conceição de Tavira              | 48,49 | 25,43 | 12,72 | 5,60 | 6,47 | 1,29 | 487      |
| Luz de Tavira                    | 55,85 | 16,81 | 14,41 | 7,13 | 4,26 | 1,55 | 1 411    |
| Santa Catarina da Fonte do Bispo | 66,37 | 12,76 | 9,15  | 3,22 | 6,70 | 1,80 | 832      |
| Santa Luzia                      | 51,88 | 21,62 | 13,91 | 7,14 | 5,26 | 0,19 | 581      |
| Santo Estêvão                    | 48,84 | 24,88 | 12,33 | 7,44 | 5,81 | 0,70 | 467      |
| Tavira (Santa Maria)             | 55,79 | 17,49 | 15,87 | 5,83 | 3,67 | 1,35 | 2 822    |
| Tavira (Santiago)                | 55,40 | 19,36 | 14,88 | 5,40 | 3,74 | 1,22 | 2 489    |
| Tavira                           | 55,76 | 18,76 | 14,20 | 5,63 | 4,37 | 1,28 | 9 793    |

### Vila do Bispo
| Candidato               | Candidato               | Votos | %               |
| ----------------------- | ----------------------- | ----- | --------------- |
|                         | Aníbal Cavaco Silva     | 825   | 46,35 / 100,00  |
|                         | Manuel Alegre           | 422   | 23,71 / 100,00  |
|                         | Fernando Nobre          | 301   | 16,91 / 100,00  |
|                         | Francisco Lopes         | 123   | 6,91 / 100,00   |
|                         | José Manuel Coelho      | 84    | 4,72 / 100,00   |
|                         | Defensor Moura          | 25    | 1,40 / 100,00   |
| Votos Inválidos         | Votos Inválidos         | 94    | 5,02 / 100,00   |
| Total                   | Total                   | 1 874 | 100,00 / 100,00 |
| Eleitorado/Participação | Eleitorado/Participação | 4 110 | 45,60 / 100,00  |

| Freguesia           | %     | %     | %     | %     | %    | %    | Votantes |
| Freguesia           | ACS   | MA    | FN    | FL    | JMC  | DM   | Votantes |
| ------------------- | ----- | ----- | ----- | ----- | ---- | ---- | -------- |
| Barão de São Miguel | 33,85 | 26,15 | 20,00 | 11,54 | 6,15 | 2,31 | 140      |
| Budens              | 37,88 | 23,63 | 23,83 | 7,13  | 5,50 | 2,04 | 523      |
| Raposeira           | 48,55 | 35,26 | 9,83  | 3,47  | 2,31 | 0,58 | 176      |
| Sagres              | 53,42 | 21,99 | 13,68 | 5,54  | 4,23 | 1,14 | 642      |
| Vila do Bispo       | 49,19 | 20,43 | 15,32 | 8,87  | 5,11 | 1,08 | 393      |
| Vila do Bispo       | 46,35 | 23,71 | 16,91 | 6,91  | 4,72 | 1,40 | 1 874    |

### Vila Real de Santo António
| Candidato               | Candidato               | Votos  | %               |
| ----------------------- | ----------------------- | ------ | --------------- |
|                         | Aníbal Cavaco Silva     | 2 607  | 44,41 / 100,00  |
|                         | Manuel Alegre           | 1 333  | 22,71 / 100,00  |
|                         | Francisco Lopes         | 836    | 14,24 / 100,00  |
|                         | Fernando Nobre          | 765    | 13,03 / 100,00  |
|                         | José Manuel Coelho      | 258    | 4,40 / 100,00   |
|                         | Defensor Moura          | 71     | 1,21 / 100,00   |
| Votos Inválidos         | Votos Inválidos         | 349    | 5,62 / 100,00   |
| Total                   | Total                   | 6 219  | 100,00 / 100,00 |
| Eleitorado/Participação | Eleitorado/Participação | 16 571 | 37,53 / 100,00  |

| Freguesia                  | %     | %     | %     | %     | %    | %    | Votantes |
| Freguesia                  | ACS   | MA    | FL    | FN    | JMC  | DM   | Votantes |
| -------------------------- | ----- | ----- | ----- | ----- | ---- | ---- | -------- |
| Monte Gordo                | 43,31 | 22,66 | 19,39 | 11,06 | 3,06 | 0,53 | 994      |
| Vila Nova de Cacela        | 48,52 | 22,74 | 9,70  | 11,98 | 5,23 | 1,82 | 1 405    |
| Vila Real de Santo António | 43,20 | 22,71 | 14,55 | 13,94 | 4,44 | 1,17 | 3 820    |
| Vila Real de Santo António | 44,41 | 22,71 | 14,24 | 13,03 | 4,40 | 1,21 | 6 219    |